# Centro de Convenções Poeta Ronaldo Cunha Lima
Het Centro de Convenções Poeta Ronaldo Cunha Lima is een evenementencentrum in João Pessoa, Brazilië. Het werd in 2012 ontworpen als een van de modernste van het land. Het centrum bestaat uit vier hoofdgebouwen: de Torre do Mirante (uitkijktoren), het Pavilhão de Feiras e Exposições (beurs- en tentoonstellingspaviljoen), het Pavilhão de Congressos e Convenções (congres- en conventiepaviljoen) en het Teatro Pedra do Reino (theater 'Pedro do Reino') en beslaat een oppervlakte van 48.676 m². Het centrum werd vernoemd naar de uit Paraíba afkomstige professor, advocaat, politicus, jurist en dichter Ronaldo Cunha Lima.

## Torre do Mirante(uitkijktoren)
De uitkijktoren bevindt zich in het centrale deel van het João Pessoa-congrescentrum.

## Pavilhão de Feiras e Exposições(beurs- en tentoonstellingspaviljoen)
Het paviljoen heeft een capaciteit voor maximaal vier gelijktijdige evenementen, met een capaciteit voor 20.000 mensen. Het gebouw is in de lengterichting georiënteerd van noord naar zuid om de schaduwen op de gevels beter te laten uitkomen en natuurlijke ventilatie mogelijk te maken.

## Pavilhão de Congressos e Convenções(congres- en conventiepaviljoen)
Het paviljoen biedt plaats aan maximaal 9000 mensen en bevindt zich in een kunstmatig meer met een diepte van 60 cm en is verbonden met de uitkijktoren via een overdekte loopbrug.
Op de eerste verdieping bevindt zich een foyer, een polyvalente ruimte en een auditorium dat door middel van verplaatsbare scheidingswanden in acht kleinere zalen kan ingedeeld worden. Het paviljoen heeft twee ingangen, de eerste via het Atrium do Mirante en de tweede ingang langs de zijkant, bereikbaar via de parkeerplaats.

## Teatro Pedra do Reino(theater 'Pedro do Reino')
Het theater is het tweedegrootste theater van Brazilië. en heeft 2.924 zitplaatsen waarvan 18 fauteuils voor zwaarlijvigen, 36 zitplaatsen voor personen met beperkte mobiliteit en 50 zitplaatsen voor rolstoelgebruikers. Het theater heeft zes niveaus, gebogen vormen en bestaat uit vier delen: inkomhal, foyer, zitplaatsen en podium.
Het Pedra do Reino-theater heeft een totale oppervlakte van 11.763 m², waarvan 440 m² bestemd is voor de orkestbak. De naam van het theater 'Pedro do Reino' is ontleend aan de roman van de Braziliaanse toneelschrijver Ariano Suassuna.

## Fotogalerij

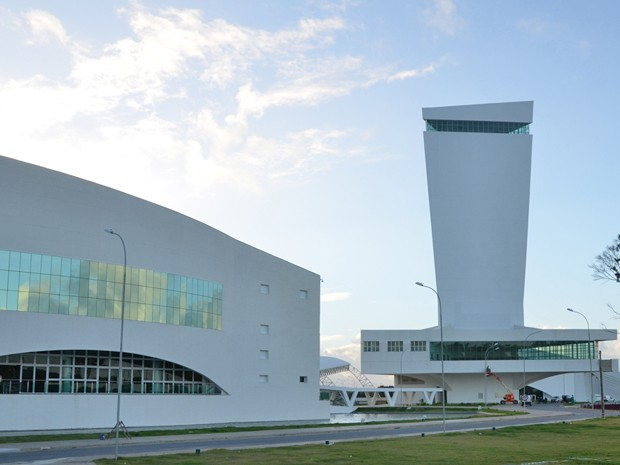
De uitkijktoren, Torre do Mirante
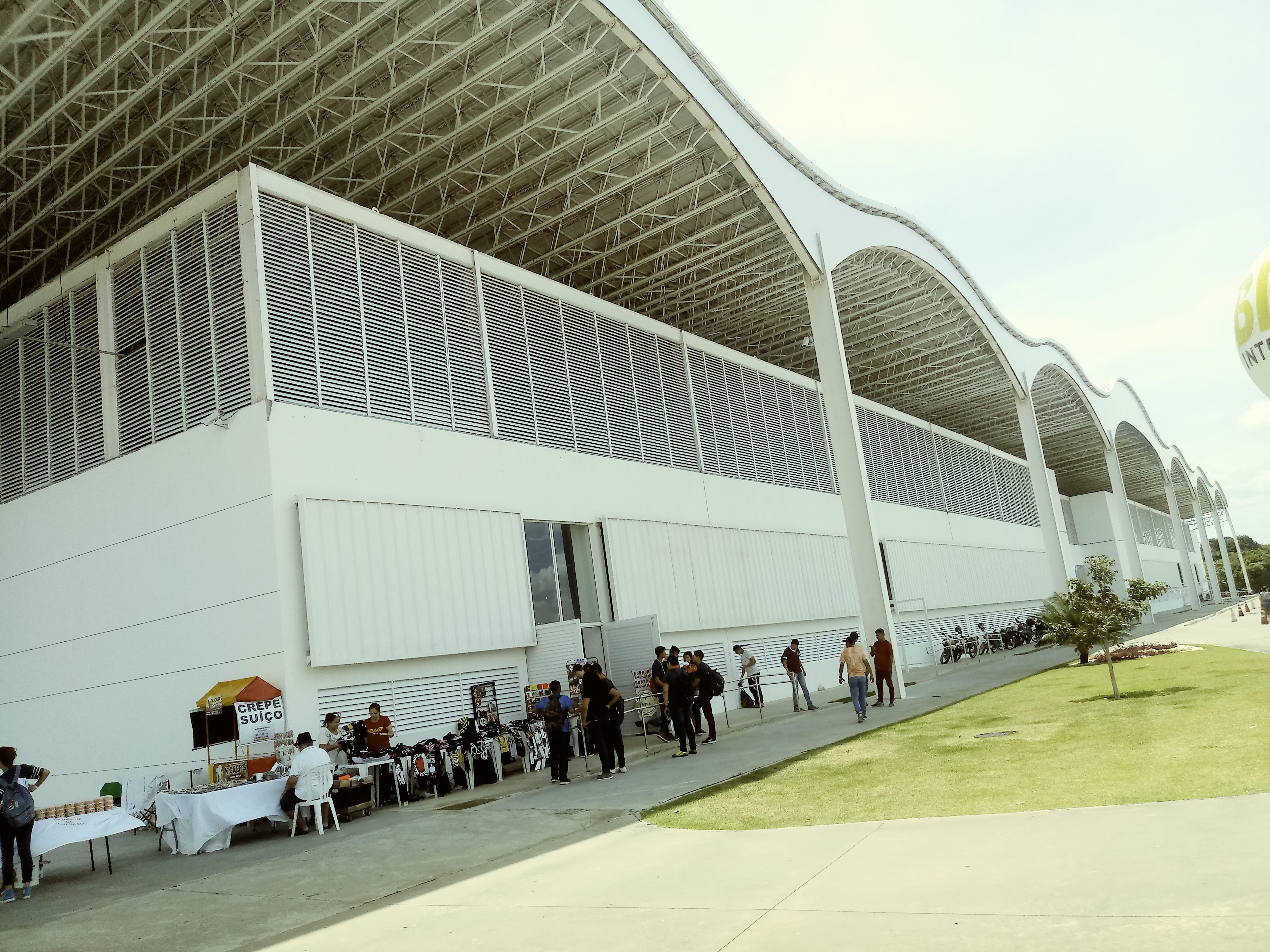
Beurs- en tentoonstellingspaviljoen, Pavilhão de Feiras e Exposições
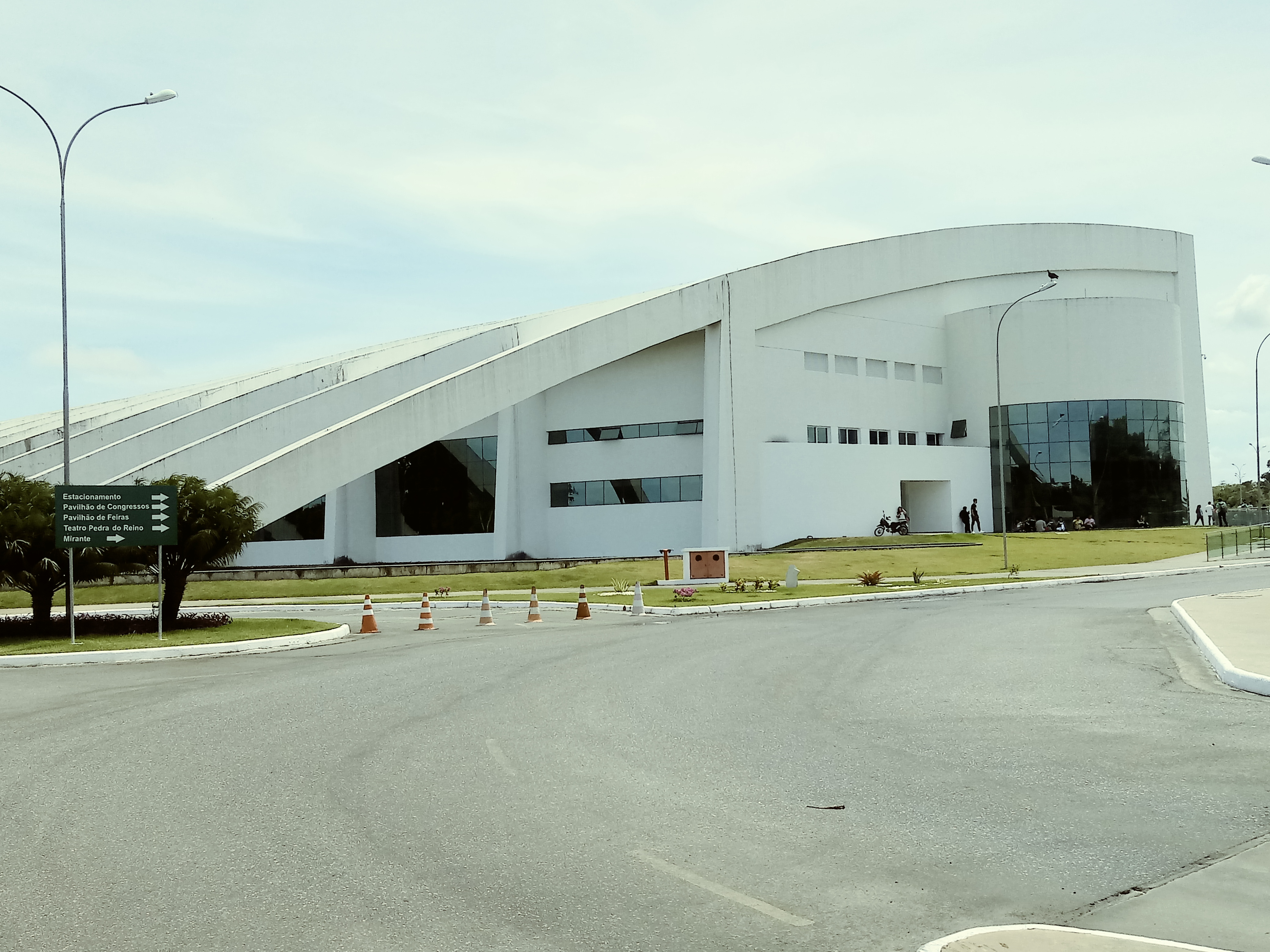
Congres- en conventiepaviljoen, Pavilhão de Congressos e Convenções
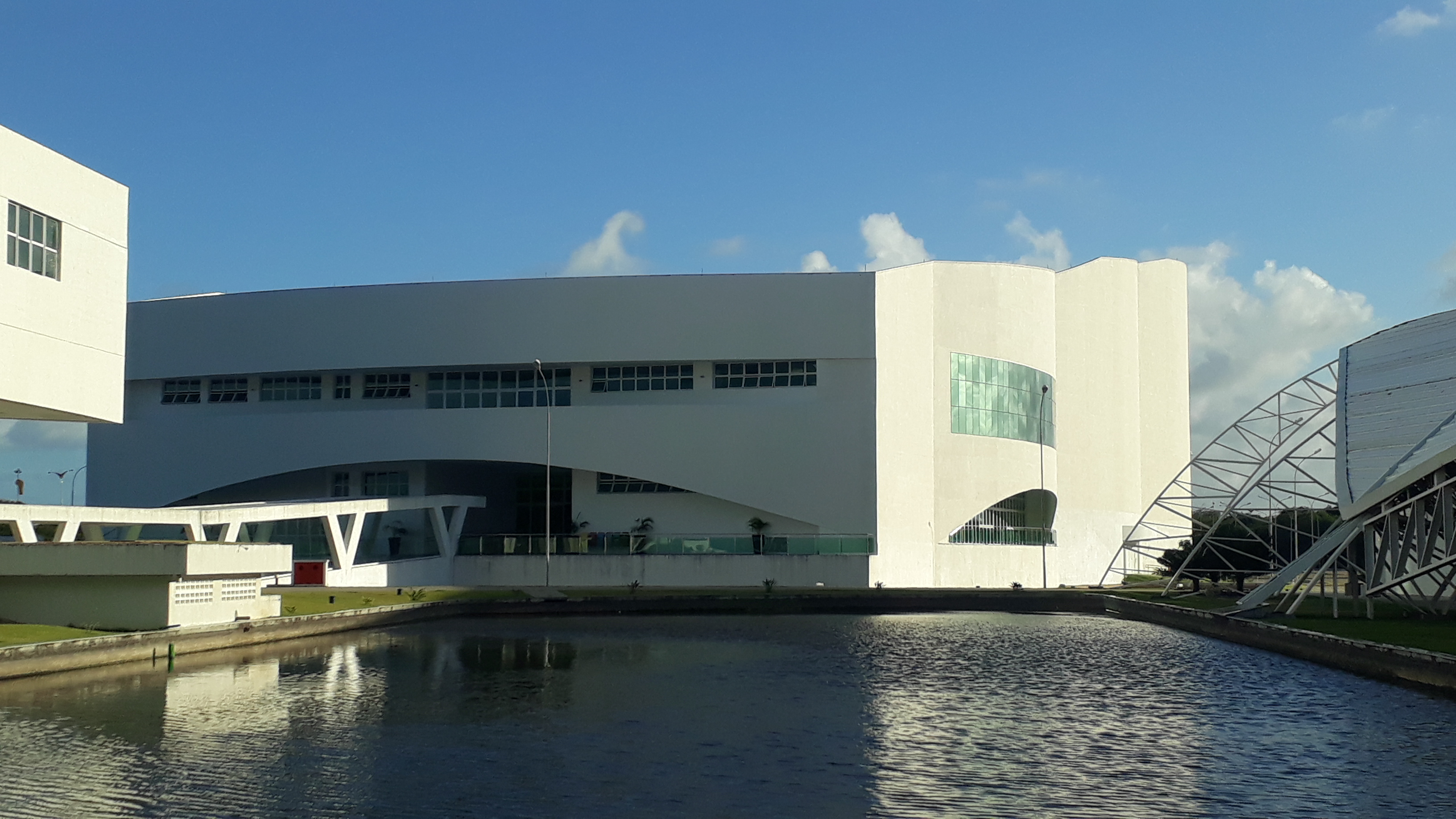
Teatro Pedra do Reino
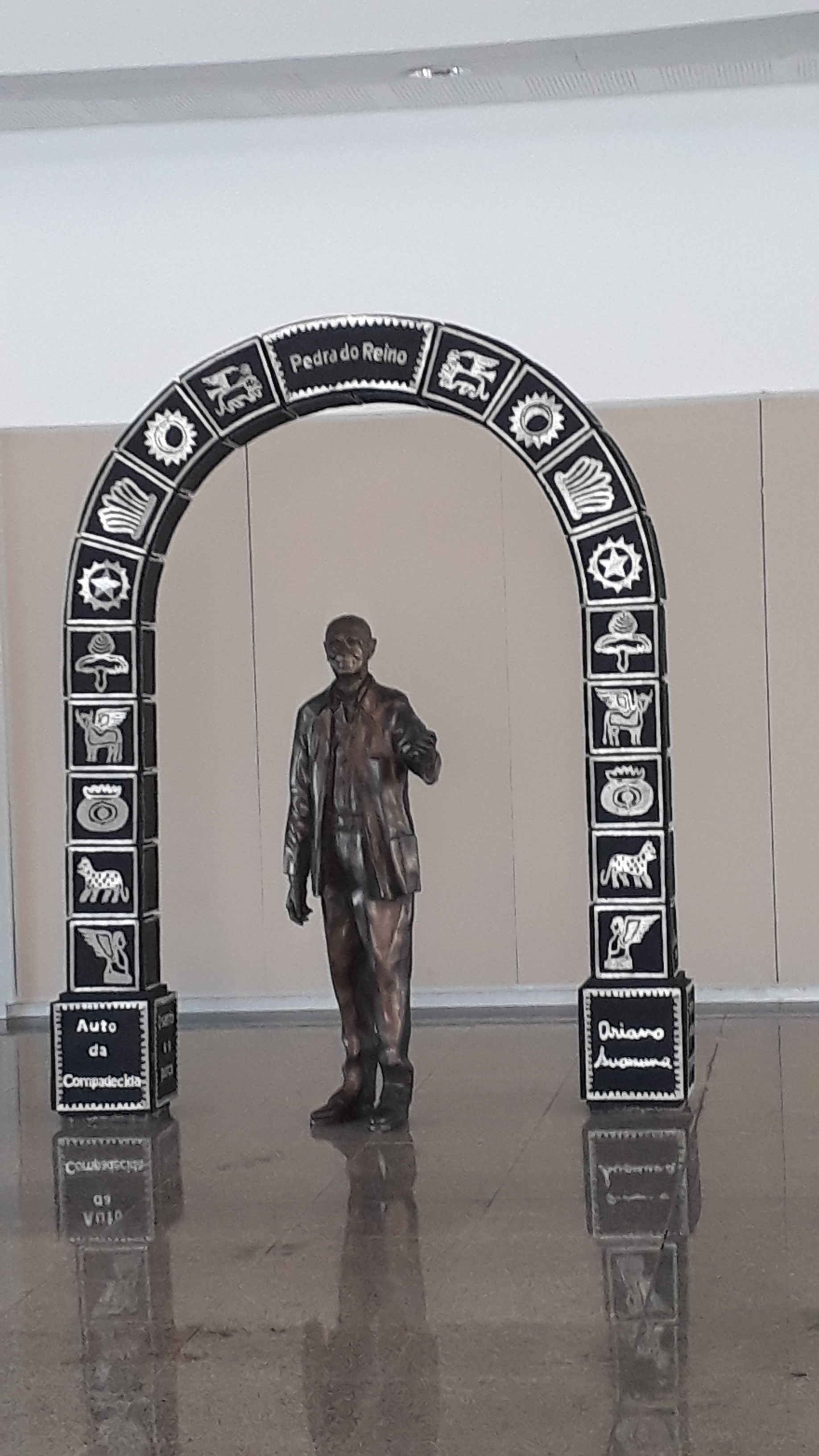
Standbeeld van Ariano Suassuna in de foyer van het theater